# Syfania dejeani
Syfania dejeani är en fjärilsart som beskrevs av Charles Oberthür 1893. Syfania dejeani ingår i släktet Syfania och familjen nattflyn. Inga underarter finns listade i Catalogue of Life.